# Flesselles, Somme

Flesselles este o comună în departamentul Somme, Franța. În 1 ianuarie 2022 avea o populație de 1.956 de locuitori.